# 880-talet f.Kr.

## Händelser
- 889 f.Kr. – Takelot I efterträder sin far Osorkon I som farao av Egypten.
- 884 f.Kr. – Assurnasirpal II efterträder sin far Tukulti-Ninurta II som kung av Assyrien.

## Födda
- 886 f.Kr. – Baal-Eser II, kung av Tyros.

## Avlidna
- 887 f.Kr. – Osorkon I, farao i Egyptens tjugoandra dynasti.
- 886 f.Kr. – Agesilaus I, kung av Sparta.
- 889 f.Kr. – Xiao av Zhou, kung av Kina.
- 885 f.Kr. – Sheshonk II, farao i Egyptens tjugoandra dynasti.
- 883 f.Kr. – Tukulti-Ninurta II, kung av Assyrien